# 黄麻叶扁担杆
黄麻叶扁担杆（学名：Grewia henryi）是锦葵科扁担杆属的植物，为中国的特有植物。分布在中国大陆的贵州、广东、福建、广西、云南、江西等地，生长于海拔340米至1,600米的地区，常生于山坡灌丛、常绿阔叶林中或山坡疏林中，目前尚未由人工引种栽培。